# 环纹海蛇
环纹海蛇（学名：Hydrophis fasciatus）为眼镜蛇科海蛇属的爬行动物。分布于印度、缅甸沿海、泰国湾、菲律宾、印度尼西亚、新几内亚沿海以及中国的广西、广东、海南、福建沿海等地。